# نانی، بلغارستان
نانی (به لاتین: Nane) یک منطقهٔ مسکونی در بلغارستان است که در متلیچکا واقع شده‌است.